# Consuelo Orb
Consuelo Orb Castellano (Santiago de Chile, 30 de enero de 1942) es una artista y pintora chilena.
Fecha de fallecimiento 20/03/2024 en Santiago de Chile.

## Estudios
Estudió Licenciatura en Artes Plásticas con mención pintura en la Pontificia Universidad Católica de Chile. Fue alumna de Roser Bru, Nemesio Antúnez, Aída González, Mario Carreño y Mario Toral. Realizó un posgrado en Arte entre 1959 y 1963 en la misma universidad. Durante este proceso recibe clases del profesor estadounidense Sewell Sillman, a quien considera importante en su proceso de formación. Fue profesora en el Taller Artesanal del Colegio La Maissonette de Santiago. Ha expuesto desde 1963, en Santiago, Valparaíso, Talca y Concepción y también en colectivas itinerantes de pintores chilenos en el extranjero, como EE. UU, China y algunos países de Sudamérica.

## Obra
Consuelo Orb se identifica como una pintora naif, como ella misma indica, "pinto con una mirada juguetona e ingenua sin demasiada perspectiva, que privilegia la primera impresión, sin dejar de lado los detalles". Es decir, está utilizando elementos de pintura ingenua para articular un discurso propiamente artístico.
Así mismo, ha señalado que considera su pintura como un oficio al que vuelve una y otra vez, haciendo fotografías, tomando apuntes, realizando bocetos a partir de los cuales piensa, compagina, rehace y junta los elementos para cada una de sus composiciones. Elementos presentes en su obra, a través de la libertad en la aplicación del color e identificando su quehacer desde la superficie matérica, como ella misma señala: “soy colorista ante nada. Yo pienso el cuadro en colores”. 
A través de un lenguaje figurativo las temáticas presentes en sus obras se relacionan con escenas cotidianas que la conectan con una manera sensible de percibir el mundo y la naturaleza: “El arte existe desde siempre dentro de un artista. Elegir sería destruir ambos caminos, pintar es detenerse en un momento de la vida, que es universal para todos, por eso mi pintura cotidiana, radiante de color, refleja la alegría de haber estado en un momento ahí. La naturaleza misma penetra en lo más profundo de mi naturaleza, fundiendo dentro de mí, los deseos de sentir en vivo la belleza de lo existente”.

## Premios y distinciones
- 1962 - Mención Honrosa en Pintura, Museo de Arte Contemporáneo, Universidad de Chile, Santiago, Chile.
- 1963 - Salón Oficial, Certamen Matte Blanco, Santiago.
- 1963 - Mención Honrosa Concurso CAP, Museo de Arte contemporáneo, Universidad de Chile, Santiago.
- 1978 - Tercer Premio Ministerio Relaciones Exteriores, Santiago.

## Exposiciones

#### Exposiciones Individuales
- 1963 - Sala Libertad, Santiago.
- 1964 - Galería Patio, Santiago.
- 1965 - Galería Lawrence, Santiago.
- 1968 - Galería Patio, Santiago.
- 1968 - Sala Escuela de Arte Universidad Católica, Santiago.
- 1978 - Galería Lawrence, Santiago.
- 1978 - Sala el Comendador, Pontificia Universidad Católica de Chile, Santiago.
- 1982 - Galería Arte Actual, Plaza Mulato Gil de Castro, Santiago.
- 1983 - Galería Arte Actual, Plaza Mulato Gil de Castro, Santiago.
- 1984 - Galería el Caballo Verde, Concepción, Chile.
- 1985 - Escuela Moderna de Música, Santiago.
- 1986 - Galería Arte Actual, Santiago.
- 1987 - Galería El Caballo Verde, Concepción, Chile.
- 1988 - Sala Escuela Moderna de Música, Santiago.
- 1990 - Hotel Galerías, Santiago.
- 1992 - Galería El Caballo Verde, Galería Universitaria. Concepción, Chile.
- 1996 - Galería El Caballo Verde, Galería Universitaria. Concepción, Chile.

#### Exposiciones Colectivas
- 1962 - Museo de Arte Contemporáneo, Universidad de Chile, Santiago.
- 1963 - Concurso C.R.A.V Museo de Arte Contemporáneo, Universidad de Chile, Santiago. Además participó el año 1964, 1965, 1967.
- 1963 - Concursos C.A.P Museo de Arte Contemporáneo, Universidad de Chile, Santiago. Además participó el año 1964, 1965, 1967.
- 1963 - Exposiciones Artistas Chilenos, Moscú, Rusia. Además participó el año 1965.
- 1964 - Galería Carmen Waugh, Santiago. Además participó el año 1965, 1966, 1967.
- 1964 - Salón Oficial. Museo de Arte Contemporáneo, Universidad de Chile, Santiago.
- 1968 - Salón Oficial. Museo de Arte Contemporáneo, Universidad de Chile, Santiago.
- 1966 - Contemporary Chilean Art by Artists Associated with the University of Chile-University of California: South American Painting Yale. Estados Unidos. Además participó el año 1967, 1968, 1969.
- 1967 - Contemporary Art of Chile, Panamerican Union, Washington D.C., Estados Unidos.
- 1970 - Museo de Arte Contemporáneo, Universidad de Chile, Santiago.
- 1971 - Salón Estudiantes Universidad Católica de Chile, Santiago.
- 1978 - I Concurso de Pintura. Academia Diplomática, Ministerio de Relaciones Exteriores, Santiago, Chile.
- 1978 - Galería Lawrence, Santiago.
- 1978 - Asociación Chilena de Pintores y Escultores, Santiago.
- 1979 - II Concurso de Pintura. Academia Diplomática de Chile, Ministerio de Relaciones Exteriores, Santiago, Chile.
- 1979 - Pintores Primitivos e Ingenuos. Instituto Cultural Las Condes, Santiago.
- 1979 - IV Bienal Internacional de Arte de Valparaíso. Valparaíso: Museo Municipal de Bellas Artes de Valparaíso, Valparaíso, Chile.
- 1979 - Certamen Nacional Lircay, Universidad de Talca, Chile.
- 1980 - Galería Lawrence, Santiago.
- 1980 - Galería El Claustro, Santiago.
- 1981 - Pintores Primitivos Galería Arte Actual, Plaza Gil de Castro, Santiago.
- 1981 - Arte Contemporáneo Chile=Contemporary Art Chile. Galería Arte Actual, Santiago.
- 1982 - Museo de Arte Contemporáneo, Universidad de Chile, Santiago.
- 1982 - Galería Bucci, Santiago.
- 1982 - Galería Arte Actual, Santiago.
- 1983 - Museo Nacional de Bellas Artes, Santiago.
- 1983 - 50 Años de Plástica en Chile, desde Matta hasta el Presente. Santiago,
- 1983 - Instituto Cultural de Las Condes, Santiago, Chile.
- 1985 - Galería Arte Actual, Santiago.
- 1985 - III Concurso de Pintura. Academia Diplomática de Chile, Ministerio de Relaciones Exteriores, Santiago.
- 1985 - Retrospectiva Pintura Chilena, Generación del 60, Instituto Cultural de Las Condes, Santiago, Chile.
- 1985 - Visión Panorámica de la Pintura Chilena Actual enviada a la República Popular China. Ministerio de Relaciones Exteriores de Chile, República Popular China.
- 1986 - María Angélica Baeza S. y Consuelo Orb C. Pinturas. Galería Arte Actual, Santiago.
- 1986 - Exposición Diferente, Banco Crédito e Inversiones, Instituto Cultural de Las Condes, Santiago, Chile.
- 1986 - Exposiciones Itinerantes, 10 Mujeres, Chile a Europa.
- 1986 - Plástica Chilena, Colección del Museo Nacional de Bellas Artes, Valdivia, Chile.
- 1987 - Ministerio de Relaciones Exteriores, Gira por Sudamérica.
- 1987 - IV Concurso Nacional de Pintura, Exposición Itinerante a Latinoamérica del Ministerio de Relaciones Exteriores.
- 1990 - Galería El Caballo Verde, Concepción, Chile.
- 1991 - Concurso Las Plazas, Instituto Cultural de Providencia, Santiago.
- 1991 - Pinturas y Oleos, Consuelo Orb y Francisca Aubert..Galería R Hotel Galerías, Santiago.
- 1992 - Salón del Sur, Puerto Varas, Chile.
- 1992 - Colectiva Puerto Varas-Puerto Montt, Chile.
- 1992 - Instituto Cultural de Providencia, Santiago.
- 1992 - Pinturas. Galería El Caballo Verde, Galería Universitaria. Concepción, Chile.

## Colecciones
- Museo Nacional de Bellas Artes, Santiago, Chile. Obra “Tarde de domingo”, 1982, óleo sobre tela, 89 x 69 cm.

- Embajada de Chile, Estados Unidos. Obra “Flor de Aromo”, 1963, óleo sobre tela, 90 x 50 cm.

- Museo de Arte Contemporáneo de la Universidad de Chile, Santiago, Chile. Obras presentes en la colección: ”El Rincón”, “Cáliz”, “Caquis”, “Sin Título”.